# Hexathele hochstetteri
Hexathele hochstetteri är en spindelart som beskrevs av Anton Ausserer 1871. Hexathele hochstetteri ingår i släktet Hexathele och familjen Hexathelidae. Inga underarter finns listade i Catalogue of Life.